# Faria
Faria é uma povoação portuguesa do Município de Barcelos sede da extinta Freguesia de Faria, freguesia que tinha 3,68 km² de área e 550 habitantes (2011), e, por isso, uma densidade populacional de 149,5 hab/km².
A Freguesia de Faria foi extinta em 2013, no âmbito de uma reforma administrativa nacional, tendo sido agregada às freguesias de Milhazes e Vilar de Figos, para formar uma nova freguesia denominada União das Freguesias de Milhazes, Vilar de Figos e Faria com sede em Milhazes.
Faria (antiga Sancta Maria de Faria), localizada numa planície esta pequena localidade do Município de Barcelos e Distrito de Braga regista (segundo os dados estatísticos dos censos de 2011), uma população de 550 habitantes. Antigas terras dos Farias, é uma aldeia histórica que outrora fez parte da fascinante e trágica lenda da morte de Nuno Gonçalves, alcaide do Castelo de Faria, que corajosamente morreu pela defesa da pátria.

## População
| População da freguesia de Faria (1864 – 2011) | População da freguesia de Faria (1864 – 2011) | População da freguesia de Faria (1864 – 2011) | População da freguesia de Faria (1864 – 2011) | População da freguesia de Faria (1864 – 2011) | População da freguesia de Faria (1864 – 2011) | População da freguesia de Faria (1864 – 2011) | População da freguesia de Faria (1864 – 2011) | População da freguesia de Faria (1864 – 2011) | População da freguesia de Faria (1864 – 2011) | População da freguesia de Faria (1864 – 2011) | População da freguesia de Faria (1864 – 2011) | População da freguesia de Faria (1864 – 2011) | População da freguesia de Faria (1864 – 2011) | População da freguesia de Faria (1864 – 2011) |
| --------------------------------------------- | --------------------------------------------- | --------------------------------------------- | --------------------------------------------- | --------------------------------------------- | --------------------------------------------- | --------------------------------------------- | --------------------------------------------- | --------------------------------------------- | --------------------------------------------- | --------------------------------------------- | --------------------------------------------- | --------------------------------------------- | --------------------------------------------- | --------------------------------------------- |
| 1864                                          | 1878                                          | 1890                                          | 1900                                          | 1911                                          | 1920                                          | 1930                                          | 1940                                          | 1950                                          | 1960                                          | 1970                                          | 1981                                          | 1991                                          | 2001                                          | 2011                                          |
| 357                                           | 393                                           | 432                                           | 388                                           | 445                                           | 442                                           | 417                                           | 447                                           | 556                                           | 557                                           | 493                                           | 531                                           | 562                                           | 583                                           | 550                                           |

## Tecido empresarial
Outrora foi motor de desenvolvimento, oportunidade de emprego e satisfação para as necessidades desta comunidade. Era caracterizado por um conjunto de micro e pequenas empresas nos mais diversos sectores de actividade, nomeadamente o têxtil, comércio de bens alimentares, serralharia, carpinteiros, marceneiros, agricultura, pecuária, panificação, turismo rural.
A falta de investimento em infra-estruturas, modernização, formação dos empresários, fuga das novas gerações para outras localidades, a emigração em busca de novas oportunidades e a aposta na formação em novas áreas, contribuíram para o desaparecimento de um conjunto significativo de empresas, que consequentemente criou desemprego e levou a uma acentuada perda de oportunidades de investimento na localidade.
Apesar de toda a conjuntura económico-social e todas as dificuldades que a ela estão associadas, são várias as empresas com espírito lutador e de resistência que continuam em laboração e a proporcionar emprego a várias pessoas, contribuindo assim para a riqueza da povoação e do país. A indústria transformadora (têxtil e panificação) e a agricultura, são os sectores que ainda hoje marcam mais presença e dão emprego ao maior número de pessoas.

## Educação
O facto de ser uma localidade com poucos habitantes, ser carente de infra-estruturas sociais, oportunidade de emprego e um enfraquecimento da presença do tecido empresarial ao longo das últimas décadas, tudo indicaria que também o nível de educação dos habitantes estaria ao mesmo nível, dado a educação ser um factor decisivo para o desenvolvimento de uma comunidade, mas curiosamente verifica-se exactamente o oposto.
O analfabetismo roça os 0% e o número de licenciados é um dos maiores do concelho de Barcelos e o orgulho desta localidade. Medicina, Agronomia, Química, Ensino, Arquitectura, Mecânica, Enfermagem, são áreas tão distintas e tão importantes para a sociedade e que põe esta povoação no top. Também é notória a presença de pessoas com o ensino secundário concluído em áreas igualmente interessantes como a Informática, Ciências sociais, Gestão, Modelismo, etc. Um outro número interessante a destacar na área da educação deste povoado é o número crescente de pessoas a aderirem ao programa novas oportunidades e a todo um conjunto de formações extra curriculares.
Existem dois espaços escolares: Infantário (onde se encontra também a sede de junta) e a escola E.B.1, que pertence à sede de agrupamento de Vila Sêca . A população escolar é muito diminuta, devido em grande parte aos poucos nascimentos existentes na localidade e a transferência para escolas mais próximas do emprego dos pais.
O capital humano, é sem dúvida uma das áreas de maior interesse e importância para esta pequena aldeia.

## Património
Antigas terras dos Farias (uma das famílias mais antigas de Portugal), Faria deve ser lembrada pela sua história e importância que outrora teve no panorama nacional. É sem dúvida uma terra histórica e intemporal, que outrora fez parte da fascinante e trágica lenda da morte do nosso tão bravo Nuno Gonçalves, Alcaide de Faria, que corajosamente morreu pela defesa da pátria.
Apesar de todo o seu simbolismo e marco histórico, esta povoação não é detentora de um número significativo de património histórico associado às proezas heróicas e de identidade dos seus antepassados. Parte significativa do património desta localidade está relacionado com a religião cristã que desde os seus antepassados ainda prevalece como pilar na educação da sua população.
O património de Faria é composto por: Igreja de Santa Maria de Faria, Capela de Stº. Amaro, Capela Stª Luísa e cruzeiro Portal da Quinta dos Pedregais.

## Eventos anuais
A 15 de Agosto de cada ano é realizada uma festa em honra de Nossa Senhora de Assunção. A festa é preparada segundo os costumes antigos dos quais fazem parte a celebração de uma missa, seguida de uma procissão, com o desfile de várias imagens de santos que a igreja de Santa Maria de Faria detém. Adaptada à realidade que se vive no concelho, são também preparadas algumas distracções para o divertimento e ajuntamento da população, através da presença e actuação de grupos músicas (ranchos folclóricos, bandas plásticas, etc), organização de actividades desportivas e o tão tradicional sorteio para a angariação de verbas. A algumas décadas atrás quem também marcava presença era o pequeno leilão que se organizava, dos quais os copos do vinho do porto faziam a delicia de quem nele participavam.
“Cantar os Reis”, já virou tradição! Todos os anos um grupo de pessoas une-se para cantar porta a porta os reis e desejar assim as boas vindas ao ano novo. O grupo faz-se acompanhar por vários instrumentos e um saco para todos aqueles que querem retribuir os cantares. As “portas” são abertas a toda a população que queira participar, sendo os requisitos necessários a vontade de prosseguir com a tradição e o divertimento no seio do grupo.

### Associativismo
- Associação Cultural e Recreativa Alcaides de Faria, com mais de 2 décadas, esta associação através de várias iniciativas desportivas tem procurado o convívio e união entre as várias gerações desta localidade. Provas de atletismo, torneios de futebol, jogo da Malha, Jogo da Sueca, etc, preenchem a agenda desta associação.

Esta associação conta actualmente com uma equipa feminina e da qual participa no torneio popular anual, organizado pela Câmara Municipal de Barcelos e uma “escolinha de futebol” para os mais jovens.
Possui um recinto desportivo devidamente preparado para acolher todos os seus visitantes e o fomento da prática desportiva. É composto por um recinto de jogo com capacidade máxima de 7 jogadores para cada equipa, um bar, balneários individuais dos quais 1 para árbitros, sala de troféus e secretaria, casas de banho, quarto de arrumos, Iluminação e parque de estacionamento.
- Grupo de Cavaquinhos de Faria, reúne um conjunto de pessoas que procuram ressuscitar e preservar canções tradicionais portuguesas, recorrendo simplesmente à voz e a vários instrumentos, dos quais se destacam o cavaquinho, guitarra portuguesa, viola, ferrinhos, bombo, etc. Outrora (pouco mais de uma década), este grupo conseguia atrair várias gerações da aldeia e motivava a pessoas de freguesias vizinhas a fazer parte do grupo chegando a mais de 3 dezenas de elementos e que permitiram chegar as actuações na casa das dezenas.

Este grupo está associado à Associação Cultural e recreativa Alcaides de Faria, beneficiando de ajudas de custo nomeadamente o de transporte. Actualmente enfrenta diversas dificuldades, sendo a mais forte e preocupante o sucessivo abandono dos vários elementos, sobretudo do núcleo duro do grupo.
- Amigos do presépio de Faria, é um grupo de pessoas da localidade que se une todos os anos, com um objectivo comum – fazer um presépio. Esta iniciativa teve lugar pela primeira vez em 2002, partindo de um grupo restrito de amigos que decidiu fazer um presépio para exposição no salão paroquial da povoação.

Todos os anos este grupo procura reinventar o presépio através da incorporação de novas figuras típicas do presépio comum e através de réplicas do património da localidade, bem como dos seus usos e costumes. Procurando atrair novos curiosos e entusiastas, este grupo procura dar vida às personagens e às várias réplicas através de mecanismos que permitem criar movimento, recorrendo aos mais variados materiais e técnicas.
O grupo dos amigos do presépio de Faria, conta actualmente com a ajuda de novos membros que se têm juntado em torno desta causa o que tem permitido que todos os anos a área do presépio seja maior. Em 2008 o presépio contava com mais de 200 peças, das quais 90 eram movimentadas, ocupando uma área de 70 m². A preparação começa em meados de Outubro e termina em inícios de Dezembro, podendo ser visitado até a segunda semana de Janeiro. As visitas tem tido um custo simbólico associado que se destinam a apoiar a paróquia.